# マジソンミュージックアカデミー
マジソンミュージックアカデミー (Madison Music Academy; MMA) は、福岡県久留米市の芸能スクール。2000年4月設立。

## 関連校
- 北九州市小倉北区のRB freaksを吸収し、小倉校（MMA Angel Factory）とした。現在はRB Angel Factoryとなっている。
- 福岡市南区にアーサズスクエアと提携した福岡校があった。

## 主な在籍者・出身者

### 出身者
- 紗綾 （元 桃・元 Sweet Kiss・元 CHASE）
- 高田里穂（元 Fortune Cookie）

### 在籍者
- 鶴岡真衣（別名：MAI、Jinny） （元 MOMO・元 MYTHRIL・元 SUPRE★POWER・RODEO GIRLS）
- 永野美香（別名：Sarah）（元 SUPRE★POWER・RODEO GIRLS）
- RODEO GIRLS （Jinny、Sarah）

### 活動休止
- SUPRE★POWER（Jinny、Sarah、Rin）

### 活動終了・解散
- 桃
- 藤川沙紀
- MYTHRIL （Clappersに改名）
- ON/OFF
- Prière
- SEED
- Sweet Kiss
- Pretty☆Kiss